# Gabriele Salviati
Gabriele Salviati   (Bolonya, 29 de març de 1910 - 15 d'octubre de 1987) va ser un atleta italià, especialista en curses de velocitat, que va competir durant la dècada de 1930.
El 1932 va prendre part en els Jocs Olímpics de Los Angeles, on guanyà la medalla de bronze en els 4x100 metres relleus del programa d'atletisme formant equip amb Giuseppe Castelli, Ruggero Maregatti i Edgardo Toetti.